# Lars August Segerström
Lars August Segerström (ur. 8 września 1782 w Sztokholmie, zm. 7 września 1865 w Gdańsku) – szwedzki kupiec i urzędnik konsularny.
Syn Larsa Larssona Segerströma. Studiował na uniwersytecie w Uppsali (1794-1802). Był hurtownikiem. Następnie przeszedł do służby zagranicznej pełniąc funkcję konsula Szwecji i Norwegii w Gdańsku (1815-1860), gdzie zmarł.